# Cebrenia (cuadrángulo)

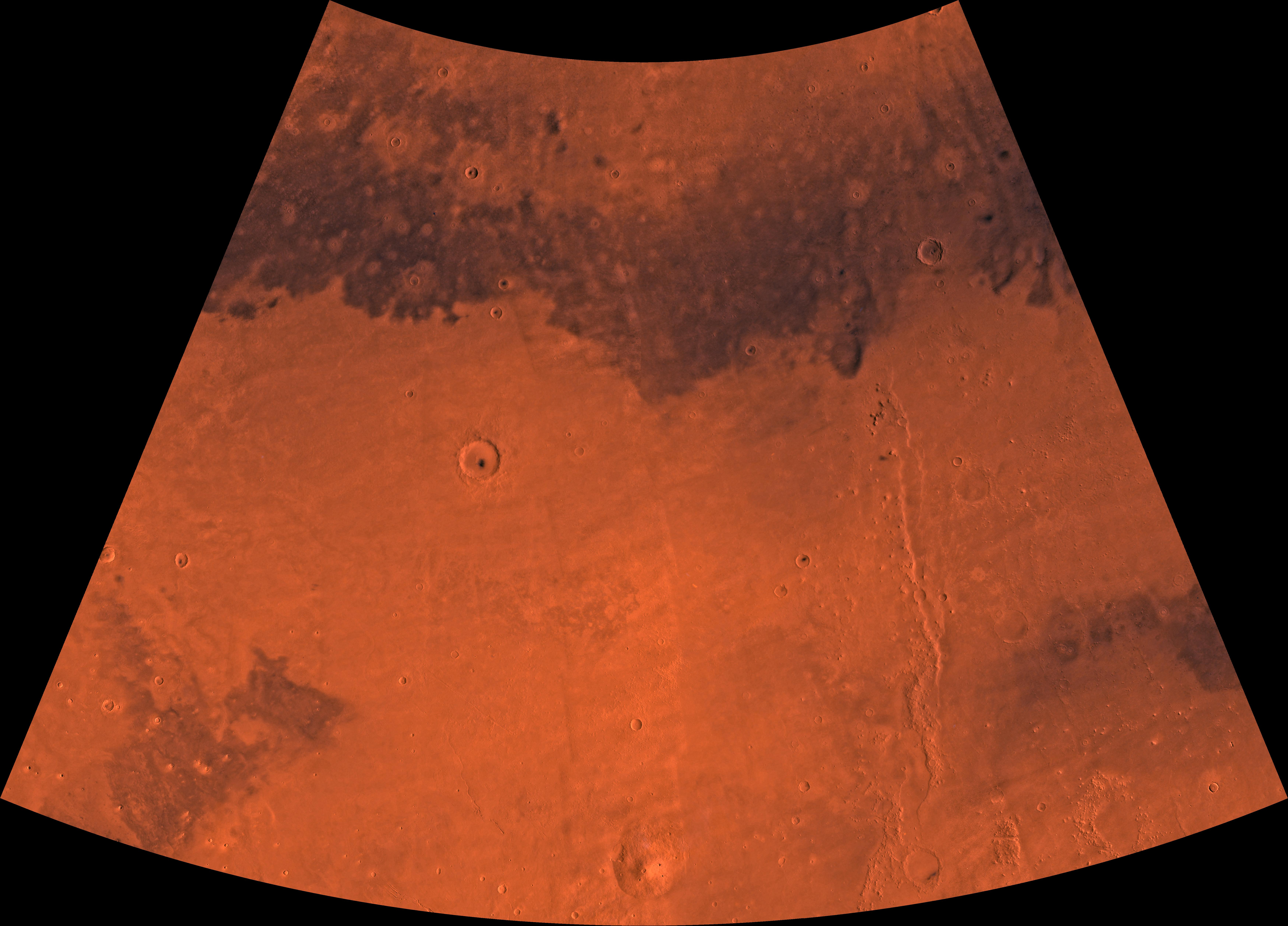
Imagen del Cuadrángulo de Cebrenia (MC-7). El noroeste contiene llanuras relativamente suaves; el sureste contiene Hecates Tholus (uno de los tres volcanes en escudo de Elysium) y Phlegra Montes (un sistema de crestas).

Cebrenia, llamada también MC-7, es el nombre de un cuadrángulo cartográfico, uno de una serie de 30 mapas cuadrangulares de Marte utilizados por el Programa de Investigación de Astrogeología del Servicio Geológico de los Estados Unidos (USGS). El cuadrángulo está ubicado en la parte noreste del hemisferio oriental de Marte y cubre de 120° a 180° longitud por el este (180° a 240° longitud del oeste) y 30° a 65° de latitud por el norte. 
El cuadrángulo utiliza un proyección cónica conforme de Lambert a una escala nominal de 1:5,000,000 (1:5M). Incluye parte de Utopía Planitia y Arcadia Planitia. Los bordes sur y norte del cuadrángulo Cebrenia miden aproximadamente 3065 kilómetros (1904,5 mi) y 1500 kilómetros (932,1 mi) de ancho, respectivamente. La distancia de norte a sur es de unos 2050 kilómetros (1273,8 mi) (un poco menos que la longitud de Groenlandia). El cuadrángulo cubre una área aproximada de 4.9 millones de km cuadrado, o un poco más del 3% de la superficie de Marte.

## Etimología
Cebrenia es el nombre que se le dio a una característica de albedo telescópica en Marte centrada en 50° N y 150° E. El albedo recibe el nombre de Cebrenia, un país cercano a la Troya antigua. El nombre fue aprobado para el cuadrángulo por la Unión Astronómica Internacional (IAU) en 1958.

## Fisiografía y geología
Las características destacadas del cuadrilátero son los grandes cráteres Mie y Stokes, un volcán, Hécates Tholus y un grupo de montañas, Phlegra Montes. Esta área es una llanura plana y lisa en su mayor parte, por lo que los cráteres relativamente grandes Mie y Stokes realmente se destacan. La Región Galaxias tiene un área de caos, donde el suelo parece haberse derrumbado.
Viking II (parte de Programa Viking) aterrizó cerca del cráter Mie el 3 de septiembre de 1976. Sus coordenadas de aterrizaje fueron 48° N y 226° W.

## Resultados de la misión Viking II

### Apariencia
Fotos de marte muestran que el cielo del cuadrángulo sería de un rosa claro, al igual que su superficie arenosa. La superficie sería irregular; el suelo se formaría en comederos con grandes rocas esparcidas sobre el terreno. La mayoría de estas rocas superficiales son de tamaño similar. Muchas de las rocas tienen pequeños agujeros o burbujas en sus superficies causadas por el escape de gas después de que las rocas salieran a la superficie. Algunas rocas muestran erosión debido al viento del planeta. Muchas rocas parecerían estar encaramadas, como si el viento hubiera quitado gran parte del suelo de sus bases.  En el invierno, la nieve o las heladas cubren la mayor parte del suelo de este cuadrángulo. Se aprecian muchas pequeñas dunas de arena que todavía persisten activas. La velocidad del viento suele ser de 7 metros por segundo (16 millas por hora). Habría una costra dura en la parte superior del suelo similar a un depósito, llamado caliche, similar a las que se observan en el suroeste de los Estados Unidos. Estas costras están formadas por soluciones de minerales que se mueven a lo largo del suelo y se evaporan en la superficie. Los científicos, en un artículo de septiembre de 2009 en la revista Science, afirmaron que si Viking 2 solo hubiera cavado cuatro (4) pulgadas más profundo, habría alcanzado una capa de hielo prácticamente puro.

### Análisis del suelo

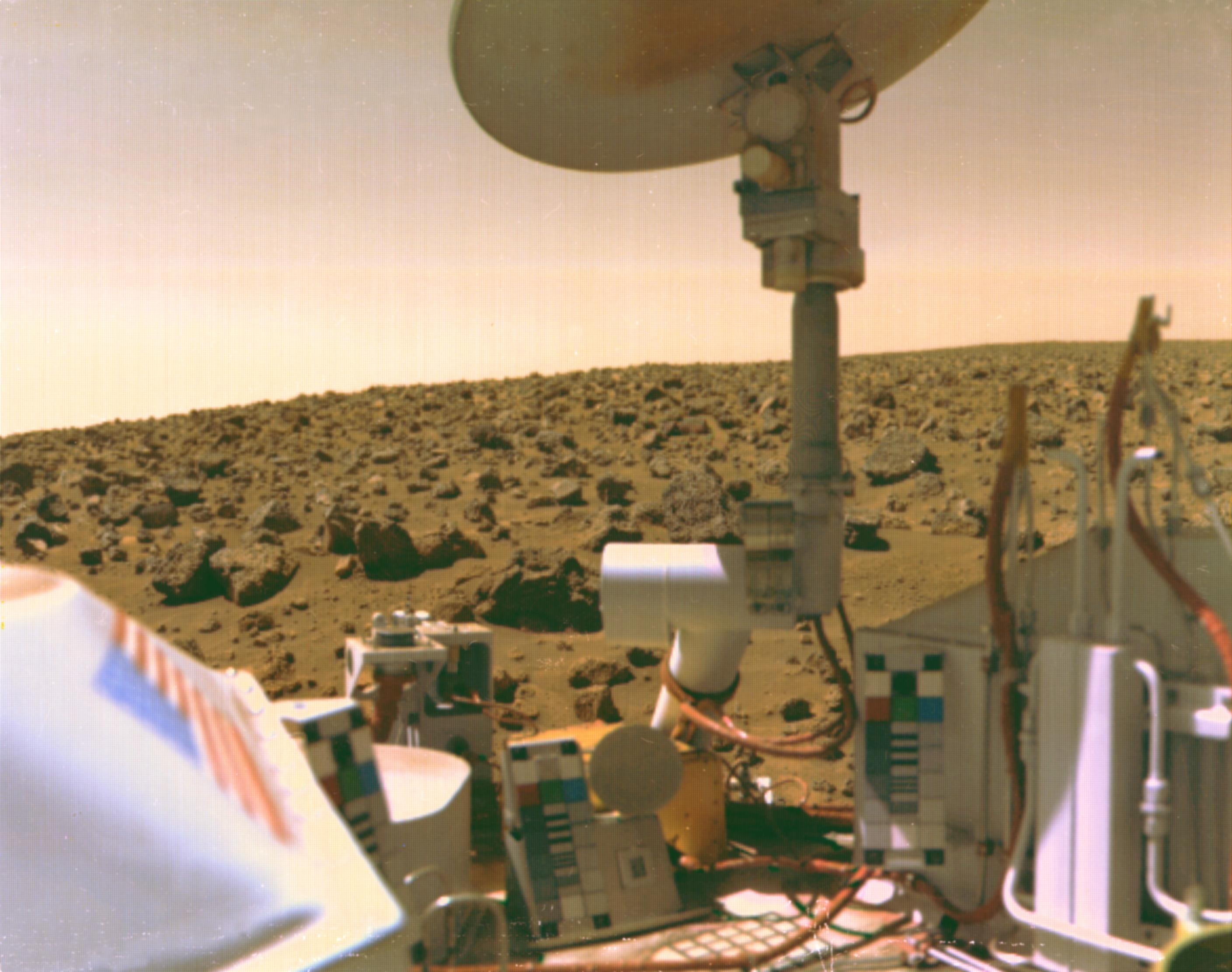
Imagen de Marte tomado por Viking 2

El suelo se parecía a los producidos por la erosión de las lavas basálticas.  El suelo analizado contenía abundante silicio y hierro, junto con cantidades significativas de magnesio, aluminio, azufre, calcio y titanio. Se detectaron oligoelementos, estroncio e itrio. La cantidad de potasio fue 5 veces menor que el promedio de la corteza terrestre. Algunos productos químicos en el suelo contenían azufre y cloro que eran como compuestos típicos que quedan después de la evaporación del agua de mar. El azufre estaba más concentrado en la corteza en la parte superior del suelo que en el suelo a granel debajo. El azufre puede estar presente como sulfatos de sodio, magnesio, calcio o hierro. También es posible un sulfuro de hierro. El Spirit Rover y el Opportunity Rover encontraron sulfatos en Marte.  El Opportunity Rover (aterrizado en 2004 con instrumentos avanzados) encontró sulfato de magnesio y sulfato de calcio en Meridiani Planum. Utilizando los resultados de las mediciones químicas, los modelos minerales sugieren que el suelo podría ser una mezcla de aproximadamente un 90% de arcilla rica en hierro, aproximadamente un 10% de sulfato de magnesio (¿kieserita?), Aproximadamente un 5% de carbonato (calcita) y aproximadamente un 5% de óxidos de hierro. (¿hematita, magnetita, goethita?). Estos minerales son productos típicos de la intemperie de las rocas ígneas máficas. Los estudios con imanes a bordo de los módulos de aterrizaje indicaron que el suelo tiene entre un 3 y un 7 por ciento de materiales magnéticos en peso. Los químicos magnéticos pueden ser magnetita y maghemita. Estos podrían provenir de la erosión de la roca basáltica.  Los experimentos llevados a cabo por el Mars Spirit Rover (aterrizado en 2004) indicaron que la magnetita podría explicar la naturaleza magnética del polvo y el suelo de Marte. Se encontró magnetita en el suelo y la parte más magnética del suelo estaba oscura. La magnetita es muy oscura.
Viking hizo tres experimentos para buscar vida en marte. Los resultados fueron sorprendentes e interesantes. La mayoría de los científicos creen ahora que los datos se debieron a reacciones químicas inorgánicas del suelo, aunque algunos científicos todavía creen que los resultados se deben a reacciones vivas. No se encontraron productos químicos orgánicos en el suelo. Sin embargo, las áreas secas de la Antártida tampoco tienen compuestos orgánicos detectables, pero tienen organismos que viven en las rocas.  Marte casi no tiene capa de ozono, como la Tierra, por lo que la luz ultravioleta esteriliza la superficie y produce sustancias químicas altamente reactivas, como peróxidos, que oxidarían cualquier sustancia química orgánica.  El Phoenix Lander descubrió el perclorato químico en el suelo marciano. El perclorato es un oxidante fuerte, por lo que puede haber destruido cualquier materia orgánica en la superficie. Si está muy extendido en Marte, la vida basada en el carbono sería difícil en la superficie del suelo

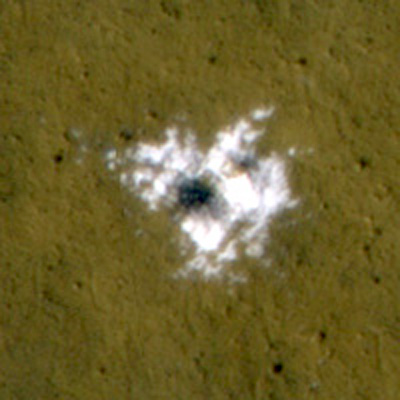
La parte brillante es hielo de agua aquello ha sido expuesto por impacto. El hielo estuvo identificado utilizando CRISM en el MRO. La ubicación es 55.57 del norte y 150.62 este.

La investigación, publicada en el Journal of Geophysical Research en septiembre de 2010, propuso que los compuestos orgánicos estaban realmente presentes en el suelo analizado por Viking 1 y 2. El módulo de aterrizaje Phoenix de la NASA en 2008 detectó perclorato que puede descomponer compuestos orgánicos. Los autores del estudio encontraron que el perclorato destruirá los orgánicos cuando se calienta y producirá clorometano y diclorometano, los compuestos de cloro idénticos descubiertos por ambos módulos de aterrizaje Viking cuando realizaron las mismas pruebas en Marte. Debido a que el perclorato habría descompuesto cualquier materia orgánica marciana, la cuestión de si Viking encontró o no vida sigue abierta.

## Hielo expuesto en nuevos cráteres
Una investigación impresionante, publicada en la revista Science en septiembre de 2009, ha demostrado que algunos cráteres nuevos en Marte muestran hielo de agua pura y expuesta.  Después de un tiempo, el hielo desaparece y se evapora a la atmósfera. El hielo tiene solo unos pocos pies de profundidad. El hielo fue confirmado con el Espectrómetro de Imágenes Compactas (CRISM)] a bordo del Mars Reconnaissance Orbiter (MRO). El hielo se encontró en un total de 5 ubicaciones. Tres de las ubicaciones están en el cuadrilátero de Cebrenia. Estas ubicaciones son 55.57 ° N 150.62 ° E, 43.28 ° N 176.9 ° E y 45 ° N 164.5 ° E. Este descubrimiento prueba que los futuros colonos de Marte podrán obtener agua de una amplia variedad de lugares. El hielo se puede desenterrar, derretir y luego desarmar para proporcionar oxígeno e hidrógeno frescos para el combustible de los cohetes. El hidrógeno es el poderoso combustible utilizado por los motores principales del transbordador espacial.

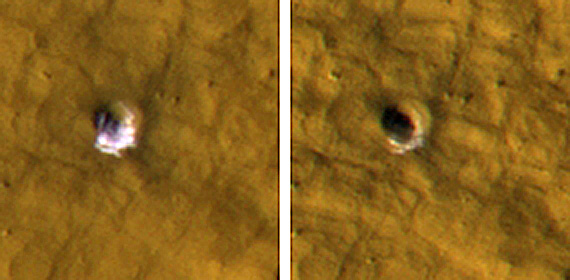
Dos cuadros de HiRISE mostrando qué el hielo desapareció con el tiempo en un cráter.  Cráter en izquierdo es antes de que el hielo desapareció.  El cráter es 6 metros  en diámetro.

## Otros cráteres
os cráteres de impacto generalmente tienen un borde con eyección a su alrededor, en contraste, los cráteres volcánicos generalmente no tienen un borde o depósitos de eyección.  A veces, los cráteres mostrarán capas. Dado que la colisión que produce un cráter es como una poderosa explosión, las rocas de las profundidades subterráneas se lanzan a la superficie. Por lo tanto, los cráteres pueden mostrarnos qué hay profundo debajo de la superficie.

## Hecates Tholus
Investigaciones recientes llevan a los científicos a creer que Hécates Tholus entró en erupción explosivamente hace unos 350 millones de años, lo que no fue hace mucho tiempo para Marte. Las erupciones crearon depresiones en los flancos del volcán. Y hace solo cinco millones de años, se formaron depósitos glaciares dentro de estas depresiones.  Algunos valles de Hécates muestran un patrón de drenaje paralelo.